# Mozilla Europe
Mozilla Europe byla nezisková organizace, která vznikla 17. února 2004 v Paříži s cílem propagovat a rozvíjet produkty Mozilla v Evropě. Šlo o organizaci nezávislou na Mozilla Foundation, se kterou ale spolupracovala. Webové stránky organizace nabízely základní informace o produktech Mozilla ve více než 20 jazycích včetně češtiny. Mozilla Europe byla zrušena 17. února 2012 poté, co Mozilla v roce 2011 založila v Paříži vlastní pobočku.
Prezidentem byl Tristan Nitot a členy správní rady Peter Van der Beken, Zbigniew Braniecki, Pascal Chevrel, Axel Hecht a Olivier Meunier.